# Даилакиски некропол
Даилакиският некропол (на гръцки: Νεκροταφείο Νταηλάκη) е античен некропол от желязната епоха, открит край западномакедонския град Костур (Кастория), Гърция.
Некрополът е открит западно над костурската махала Даилакис и източно над село Маняк (Маняки), на седловината между планината Саракина на север и Черната планина (Мавро Вуно) на юг.
Некрополът се състои от ямни гробове от късните фази на ранната желязна епоха в плътна подредба с многобройни дарове от керамика и метал.